# Regiunea lacurilor Willandra
Regiunea lacurilor Willandra este declarat patrimoniu mondial UNESCO, ea se află în bazinul Murray, având suprafața de 2400 km² în sud-estul statului New South Wales, Australia. Centrul regiunii are altitudinea de 70 m deasupra n.m.. Regiunea are o climă semiaridă, fiind locuită de numai 40 de oameni, însă regiunea este vizitată anual de mii de turiști. Vegetația regiunii este formată din tufișuri răzlețe cu plante adaptate la o climă aridă, cu dune de nisip. Arborii existenți sunt rari, dominând eucaliptul (Eucalyptus oleosa și Eucalyptus dumosa) și unele conifere ca „Callitris columellaris” sau în zona cu nisip cresc ierburi țepoase „Trioda irritans”. Fauna este reprezentată prin ca. 20 de specii, marsupiale și lilieci. Fosilele găsite în regiunea lacurilor secate datează majoritatea din perioada terțiară. Predomină rocile sedimentare calcare și nisipurile calcaroase care acoperă în perioada cuaternară. Dunele de nisip sunt orientate din cauza vântului dominant pe direcția est-vest.
Lacurile din regiune au un sitem de comunicare între ele, având în total suprafața de apă de  1088 km², fiind alimentate de râul Willandra Billabong Creek un afluent a lui Lachlan River. Lacul cel mai mare fiind Lake Garnpung cu peste 500 km² și adâncimea maximă de 10 m. Procesul de secare al lacurilor a început în urmă 13.000 de ani, ultimul lac care a secat fiind  Lake Mulurulu. Omul a venit în regiune conform descoperirilor arheologice în urmă cu 30.000 de ani. Astfel s-au găsit urme de vatră de foc sau de incinerare în urmă cu  26.000 de ani î.Hr.
Numai o parte a regiunii este ocrotită și anume Parcul Național Mungo.